# Анов, Николай Иванович
Никола́й Ива́нович А́нов (настоящая фамилия Иванов; 30 декабря 1891, Санкт-Петербург — 18 июля 1980, Алма-Ата) — русский советский писатель, прозаик, корректор. Участник штурма Зимнего дворца.

## Биография
Родился 30 декабря 1891 года в семье рабочего-металлиста, старший сын в семье. Трудовой путь начал в 1908 году, был грузчиком, литейщиком, печатником.
Участник Первой мировой войны. В октябре 1917 года участвовал в штурме Зимнего дворца.
Публиковался с 1914 года. Рассказ «Смерть Агаши» А. М. Горький включил в «Сборник пролетарских писателей» (1914).
В 1917 году работал в издательстве «Прибой» и в типографии «Труд». В конце 1917 года уехал в Белебей, редактировал местную газету «Известия».
Во время Гражданской войны находился в Омске, работал корректором газеты «Вперёд» (1919). Участвовал в большевистском подполье, изготовлял фальшивые документы скрывавшимся от властей подпольщикам, вместе с этим участвовал в литературной жизни Омска, посещал собрания омских литераторов, бывал в доме писателя А. С. Сорокина. После освобождения Омска Красной армией (1919) работал выпускающим газет «Известия Омского ревкома» и «Советская Сибирь».
В мае 1920 года переехал в Усть-Каменогорск, где писал для газеты «Советская власть», затем (1924) — в Семипалатинск. Сотрудничал в газете «Степная правда», один из создателей литературного объединения «Звено Алтая». С 1925 года — секретарь кзыл-ординской газеты «Советская степь», один из создателей первого профессионального театра Казахстана (1926), (пьеса «Мирезден Куткарды»). В мае 1926 года занял пост редактора газеты «Джетысуйская искра» в Алма-Ате.
В 1927 году перешёл на работу в редакцию журнала «Сибирские огни» (Новосибирск). В 1928 году выступил инициатором создания антикоммунистической литературной группы «Памир» (Новосибирск) в противовес новосибирской ультралевой коммунистической группе «Настоящее». Основное ядро группы составили, кроме Анова, Леонид Мартынов, Иван Ерошин, Сергей Марков и Николай Феоктистов. Главной задачей группы была борьба с «партийным руководством литературной Сибирью». В конце 1929 года группа приняла решение о самороспуске — из-за опасений преследования.
Горький, ознакомившись с рукописью романа «Азия», пригласил Анова на работу в журнал «Наши достижения», а затем рекомендовал в качестве главного редактора в журнал «Красная новь». Свои лучшие произведения первой половины 1930-х годов Николай Анов опубликовал именно в этом журнале, благодаря чему приобрёл массового читателя.
По приглашению А. М. Горького приехал в Москву, работал ответственным секретарём редакции журналов «Красная Новь» и «Наши достижения». После XVI съезда ВКП(б), осенью 1930 года, в условиях ужесточившихся требований к советским писателям бывшие члены группы «Памир», жившие в Москве, организовали новую литературную группу «Сибирская бригада». В группу вошли шесть человек: Бессонов, Анов, С. Марков, Е. Забелин и П. Васильев. Заочно был включён Л. Мартынов. Главным вопросом политической программы был определён вопрос о судьбе русского крестьянства после коллективизации.
16 марта 1932 года Анова арестовали, по обвинению в членстве в нелегальной контрреволюционной и антисоветской организации, ставившей своей задачей широкую антисоветскую агитацию через художественные литературные произведения, обработку и антисоветское воспитание молодёжи из враждебных социальных слоёв — актив антисоветских движений. В основу обвинения легли главным образом собственноручные подробные показания Анова и Васильева. От расстрела членов группы спасло возвращение Горького из Италии, подготовка и проведение I всесоюзного съезда советских писателей. Анова привлекли к уголовной ответственности за антисоветскую агитацию по ст. 58-10 УК РСФСР и наказали высылкой в Северный край (в Архангельск) на три года. После освобождения жил в Кашире, Переделкине.
После Великой Отечественной войны вернулся в Казахстан, поселился в Алма-Ате. Начал писать книги. Одна из них «Крылья песни» (1956) об известном казахском акыне (певце-импровизаторе) Исе Байзакове (в романе Муса Базанов), которого он знал лично. Через 10 лет по этой книге кинорежиссёры Шакен Айманов и Азербайжан Мамбетов поставили одноимённый художественный фильм, получивший Государственную премию Казахской ССР (1967).
Эпоху, в которой он жил, и события собственной жизни Анов описал в трилогии «Юность моя» (1964), «Выборгская сторона» (1970), «Интервенция в Омске» (1978). Роман «Выборгская сторона» и документальная повесть «Каширская легенда» в 1970 году были удостоены Государственной премии им. Абая.
Он создал яркие портреты известных писателей-современников: М. Горького, П. Бажова, А. Фадеева, М. Ауэзова, С. Кожамкулова, Н. Феоктистова и др. («На литературных перекрестках. Воспоминания», 1974)
Перевёл на русский язык казахские народные сказки и четвертую книгу эпопеи М. Ауэзова «Путь Абая».
Умер 18 июля 1980 года, в Алма-Ате.

## Награды
- орден Октябрьской Революции
- 2 ордена Трудового Красного Знамени (…; 04.05.1962)
- медали

## Сочинения
романы
- «Пропавший брат» (1941).
- «Ак-Мечеть» (1948),
- «Крылья песни» (1956),

приключенческая повесть
«Гибель Светлейшего».
пьесы
- «По велению сердца» (1956),
- «Оренбургская старина» (1957, поставлены в Оренбургском театре драмы им. М. Горького)
- «Наследники».